# Benjamin Hornigold
Benjamin Hornigold (†1719.?) je bio britanski gusar tijekom rata za španjolsku baštinu te utemeljitelj "piratske republike" na Bahamima početkom 18. stoljeća. Također je bio mentor dvojici drugih čuvenih pirata, Edwardu Teachu "Crnobradom" i Samuelu Bellamyju. Iako je bio vođa jedne od najvećih piratskih frakcija na New Providenceu, dolaskom britanskog guvernera Woodesa Rogersa Hornigold je promijenio stranu i postao lovac na pirate. 

## Životopis
Kao i mnogi pirati "zlatnog doba piratstva", Hornigold je služio kao engleski gusar u ratu za španjolsko nasljeđe. Nakon što su zaraćene strane u travnju 1713. potpisale mirovni ugovor iz Utrechta, bio je to znak za prestanak neprijateljstva. Završetak rata značio je gubitak posla za Hornigolda i ostale gusare s Jamajke.
Usprkos proglašenju mira, španjolski gusari i obalna straža nastavili su povremeno napadati britanske trgovačke brodove na Karibima. Motivirani kombinacijom domoljublja i želje za lakom zaradom, Hornigold i nekoliko njegovih prijatelja su u ljeto 1713. napustili Port Royal te se uputili u ruševni gradić Nassau na otoku New Providence na Bahamima. Stigavši na cilj, organizirali su se u tri piratske bande, jednu predvođenu Hornigoldom, drugu Johnom Westom, a treću Johnom Cockramom. Ploveći u velikim kanuima, piraguama, pirati su tijekom sljedećih šest mjeseci napadali malene španjolske trgovačke brodove i plantaže šećera uz obalu Kube i u Floridskom prolazu, donoseći u Nassau tovare svile, šećera, ruma, bakra, i robove. Uspostavili su kontakt s trgovcem Richardom Thompsonom na otoku Harbour i prodavali mu otetu robu.
Vrlo brzo Hornigold i njegovi suradnici su postavili temelje piratske zajednice na Bahamima. Do zime 1714. bilo je glasina da Španjolci spremaju napad na Bahame, pa su se Hornigold i njegova banda privremeno povukli na otok Harbour. Kada je opasnost prošla, Hornigold je na Eleutheri regrutirao novu posadu, te mu je jedan od starosjedilaca, Jonathan Darvell, predao svoj brod, šalupu Happy Return, na korištenje.
Tijekom 1715., Hornigold je nastavio pljačkati španjolske brodove, te zarobio veliku ratnu šalupu koju je zadržao za sebe i preimenovao u Benjamin. U to vrijeme jedan od Hornigoldovih zamjenika bio je Edward Teach, koji će se kasnije proslaviti kao Crnobradi. Kao bivši britanski gusar, Hornigold je izbjegavao napadati britanske i nizozemske brodove. Nakon potonuća španjolske flote s blagom na obalama Floride, pirati i odmetnici svih vrsta su se počeli slijevati u Nassau i Hornigoldova banda je narasla na više od 200 ljudi, što ga je činilo najmoćnijim piratskim kapetanom na New Providenceu.  
Početkom 1716. Hornigoldova banda je uz sjevernu obalu Kube zarobila francusku šalupu Marianne. Nedugo zatim pojavile su se druge dvije piratske šalupe pod zapovjedništvom gusara Henryja Jenningsa koje su počele progoniti Hornigoldove brodove. Hornigoldova banda je uspjela pobjeći Jenningsu i susrela pirata Samuela Bellamyja koji je nešto ranije oteo velik dio Jenningsova opljačkanog blaga. Bellamy i njegovi ljudi su se pridružili Hornigoldovoj bandi te im je Hornigold čak dao Marianne za korištenje.
U svibnju 1716. Hornigold i Bellamy su ujedinili snage s francuskim piratom Olivierom Levasseurom koji je također djelovao u kubanskim vodama. Nastavili su djelovati zajedno tijekom ljeta iste godine pljačkajući uz obalu Kube i Hispaniole. S vremenom je Hornigold zamijenio Benjamina koji je bio u lošem stanju za manju šalupu Adventure. Kada je Hornigold nastavio odbijati napadati britanske brodove, Bellamy i Levasseur su ga svrgnuli te je bio prisiljen vratiti se u Nassau sa šačicom ljudi. 
Do početka 1717. Hornigold je obnovio posadu i isplovio zajedno s Teachom, koji je do tada već imao svoju šalupu, u novi lov. 1. travnja zarobili su britansku šalupu Bonnet s Jamajke, koja je prevozila sanduk zlatnika, te ju zadržali za sebe, davši njenom bivšem kapetanu Adventure. Svega šest dana poslije, južno od Jamajke zarobili su još jednu šalupu natovarenu blagom, Revenge, koju su nakon pljačkanja pustili. Plijen iz ta dva ulova vrijedio je 400.000 pesosa, te su se Hornigold i Teach vratili u Nassau. Nešto kasnije Teach je sklopio partnerstvo sa Stedeom Bonnetom te napustio Hornigolda.
U siječnju 1718. Hornigold je otplovio na Jamajku gdje je zatražio i dobio Kraljevski oprost za počinjene zločine. Ubrzo po njegovom povratku na New Providence je stigao službeni britanski guverner Woodes Rogers. Tom prilikom Hornigold je organizirao službeni doček te vrlo brzo uz Jenningsa postao jedan od temelja Rogersove vladavine. Kako su se neki pirati brzo nakon uzimanja oprosta vratili starom poslu, Rogers je ovlastio Hornigolda da ih lovi. Ovaj je progonio Johna Augera, Stedea Bonneta i Charlesa Vanea, ali nije zarobio ni jednoga.
Oko 1719. Hornigold je poslan na trgovačko putovanje u Meksiko. Njegov brod je tijekom oluje udario u greben i potonuo a svi članovi posade su se utopili.

## Popularna kultura
- Stacy Keach je 2006. glumio Hornigolda u miniseriji Crnobradi.
- Hornigold se pojavljuje u videoigri  Assassin's Creed IV: Black Flag, gdje mu glas posuđuje Ed Stoppard. Tamo je prikazan kao jedan od članova Templarskog reda.
- U dramskoj seriji Crna jedra Hornigolda glumi južnoafrički glumac Patrick Lyster. U prvoj sezoni pristaje posuditi svoj brod i posadu kapetanu Flintu koji ide u lov na španjolski galijun Urca de Lima. Kasnije, zajedno s Eleanor Guthrie, bude jedan od osnivača konzorcija za izvoz ukradene robe iz Nassaua u britanske kolonije, ali kasnije gubi mjesto koje mu otima Charles Vane. U drugoj sezoni Hornigold i Flint pokušavaju istjerati Vanea iz gradske utvrde, ali kada Flint odustaje od toga, Hornigold zarobljava Eleanor Guthrie i predaje ju kapetanu Humeu, zapovjedniku Scarborougha, u zamjenu za amnestiju. U trećoj sezoni Hornigold pomaže Woodesu Rogersu da zavlada Nassauom i progoni Flinta i Vanea ali pogiba kada ga Flint ubije tijekom borbe na Marunskom otoku.